# Галмудуг
Галмудуг (англ. Galmudug) — невизнана самопроголошена держава в центрі Сомалі, що займає південну частину міста і округу Галкайо (Galcayo). З півночі межує з Пунтлендом, із заходу — з Ефіопією, з півдня - з територією, контрольованою Перехідним Національним Урядом і зі сходу, — з територією, контрольованою окремими кланами. 
Назва Галмудуг походить від злиття назв провінцій Галгудуд і Мудуг.
На відміну від Сомаліленда, Галмудуг, так само як і Пунтленд, не прагне до створення незалежної держави, а готовий увійти до майбутньої федеральної держави Сомалі на правах одного з суб'єктів федерації.

## Історія
Березень — червень 2006 року були відзначені штурмом і захопленням Могадішо Союзом ісламських судів (СІС), а також регіону Середній Шабелле. Побічним ефектом цього стало те, що центральні регіони стали незалежними від польових командирів Могадішо вперше за 17 років.
Галмудуг був утворений 14 серпня 2006 лідерами клану Сакад (Sacad) в Галкайо, приймаючи до уваги успіх Пунтленду і Сомаліленду у цьому напрямку. Першим президентом став Mohamed Warsame Ali (англ.).
Найбільші міста: Галкайо, Галінсур і Бандірадлей. Хобьо було технічно частиною Галмудугу, але де-факто влада належала піратам, які правили містами і полювали на каботажне пароплавство.  Проте піратство було знищено коли міста Хобьо і Харардхьо 16 серпня 2006 були захоплені військами СІС, але на початку 2007 року за допомогою Ефіопії і Пунтленду міста були повернуті під владу Галмудугу.
Тим не менш, контроль з боку центрального уряду залишався скороминущим. Велика частина області Галмудуг залишається під контролем прибережних піратів і ісламських груп бойовиків, на кшталт Аш-Шабааб.

## Відносини з Пунтлендом
Відносини між Галмудуг та Пунтлендом були історично напруженими. Тим не менш, останнім часом обидва регіони зробили крок до зміцнення міжрегіональних зв'язків. З цією метою представники двох автономних адміністрацій підписали угоду у лютому 2011 року в Гарове, столиці Пунтленду, де обидва уряди офіційно домовилися про співпрацю з безпеки, економічних і соціальних питань.